# Zbęk (Jelna)
Zbęk – przysiółek wsi Jelna w Polsce położona w województwie małopolskim, w powiecie nowosądeckim, w gminie Gródek nad Dunajcem.
W pobliżu znajdują się dwa inne Zbęki: Zbęk (należący do Gródka nad Dunajcem i Zbęk (należący do Przydonicy). Dawniej wszystki Zbęki stanowiły wraz z Jelną jedną gminę jednostkową a od 1934 gromadę o nazwie Jelna-Zbęk.
W latach 1975–1998 miejscowość administracyjnie należała do województwa nowosądeckiego.